# Электронное разрешение на пребывание (ФРГ)
Электронное разрешение на пребывание (нем. elektronischer Aufenthaltstitel, сокращённо (eAT), представляет из себя пластиковую карточку из поликарбоната в формате стандартной пластиковой карты.
В § 78 . законе о пребывании иностранных граждан (AufenthG, 2004) электронное разрешение на пребывание определяется как самостоятельный документ, содержащий электронный носитель информации для хранения и обработки данных.
Электронное разрешение на пребывание подтверждает право на пребывание в ФРГ иностранного гражданина, а так же гражданина страны Евросоюза.
Электронные разрешения на пребывание выдаются с 1 сентября 2011 г., при этом, они заменили вклеиваемые до этой даты в (заграничные) паспорта иностранных граждан разрешения на пребывания в виде вклейки.

## Внешний вид и содержание
На лицевой стороне электронного разрешения на пребывание указываются фамилия и имя (имена), а также пол, гражданство и дата рождения. Кроме этого, на лицевой стороне содержатся сведения о виде разрешения на пребывание, дата окончания срока действия карты и информация о дополнительных условиях. Срок действия карты зависит от срока действия временного разрешения на пребывание. При наличии бессрочного разрешения на пребывание карта действительна максимум десять лет и должна оформляться заново. При этом срок действия электронного разрешения на пребывание равен сроку действия соответствующего загранпаспорта или заменяющего паспорт документа, который также указан на лицевой стороне карты. В связи с этим необходимо своевременно подавать заявление на замену загранпаспорта или заменяющего паспорт документа до истечения срока его действия. Серийный номер электронного разрешения на пребывание указывается на лицевой стороне карты в верхнем правом углу и повторяется более мелким шрифтом в верхнем левом углу. Под ним находится фотография. Ваша подпись располагается снизу по центру, а номер доступа (Card Access Number/CAN) – в нижнем правом углу. На обратной стороне электронного разрешения на пребывание может содержаться ссылка на примечания дополнительного листа. Вносятся персональные данные: место рождения, цвет глаз, рост и адрес местожительства. Также указываются дата выдачи карты и выдавшее ее ведомство по делам иностранных граждан. Нижняя часть обратной стороны карты является машиночитаемой областью, которая не содержит никакой дополнительной персональной информации. Электронное разрешение на пребывание оснащено электронным носителем данных (чипом). С помощью считывающего устройства для карт или соответствующего смартфона либо планшета с NFC (NFC – Near Field Communication) можно воспользоваться функцией удостоверения личности онлайн для выполнения различных операций в интернете и в автоматах. Логотип в правом верхнем углу обозначает все интернет-приложения, автоматы и считывающие устройства для карт, поддерживающие онлайн-функцию.

## Сроки перехода на электронные разрешения на пребывания
Замены разрешений на пребывание в виде вклеек на электронные разрешения на пребывание
Вклеенные до даты введения электронных разрешений на пребывания в (заграничные) паспорта иностранных граждан разрешения на пребывания в виде вклейки продолжают действовать до указанных в них дат.
Не позднее 30 августа 2021 г., а также в случае замены иностранным гражданином своего (заграничного) паспорта разрешение на пребывание в виде вклейки должно быть заменено на электронные разрешения на пребывание.
Ст. 105b закона о пребывании иностранных граждан предоставляет иностранному гражданину при наличии обоснованного интереса просить о замене разрешения на пребывания в виде вклейки на электронное разрешение на пребывание и до этой даты.
В городах с большим количеством иностранных граждан (например, в Берлине) отмечено продолжение выдачи разрешений на пребывание в виде вклеек.

## Область применения
Каждый постоянно проживающий в Германии и не являющийся гражданином Германии, обязан иметь еАТ.
Исключением из этого правила являются граждане стран-членов Европейского Союза и стран, не входящих в Европейский Союз, но являющихся участниками Европейской экономической зоны (Исландия, Норвегия, Лихтенштейн).
До 28 января 2013 г. граждане этих стран могли получить удостоверение о праве свободного перемещения в ФРГ (см. Freizügigkeitsbescheinigung) в виде отпечатанной на бумаге документа. В настоящее время для таких граждан отпала необходимость в получении от компетентных органов  ФРГ какого-либо документа, которым бы подтверждалось их право на пребывание в ФРГ. Таким документом для них теперь является электронное удостоверение личности, выданное компетентными органами страны их гражданства.
Аналогичное правило действует и для граждан ФРГ, которые постоянно проживают за пределами ФРГ. Они получают от представительств ФРГ в стране их проживание электронное удостоверение личности. (см. § 1 Abs. 4 Nr. 2, § 7 Abs. 2, § 8 Abs. 2 PAuswG).
Члены семей граждан стран-членов Европейского Союза, не являющиеся гражданами стран-членов Европейского Союза, напротив, обязаны иметь электронное разрешение на пребывание в виде разрешения на пребывания для членов семьи граждан стран-членов Европейского Союза (см. Aufenthaltskarte (Deutschland)) или  в виде разрешения на бессрочное для членов семьи граждан стран-членов Европейского Союза (см. Daueraufenthaltskarte (Deutschland)).
Граждане Турции, несмотря на их особое положение, также обязаны иметь электронное разрешение на пребывание в ФРГ.
Граждане Швейцарии вправе выбирать между электронным разрешением на пребывании для граждан Швейцарии (см.Aufenthaltserlaubnis-CH (Deutschland)) или разрешением на пребывание в виде отпечатанного на специальном бланке разрешением на пребывание (недоступная ссылка) (см. §28 AufenthV).
Детям, не имеющим отдельного (заграничного) паспорта и внесённого в (заграничный) паспорт одного из родителей выдаётся самостоятельное электронное разрешение на пребывание. До введения электронных разрешений на пребывание разрешение на пребывание такого ребёнка в виде вклейки вклеивалось в паспорт родителя, в который были внесены сведения о ребёнке.
Дети возраста 6 лет и старше обязаны предоставить отпечатки указательных пальцев. (см. § 78 Abs. 3 Satz 3 AufenthG). Личная подпись детей в возрасте 10 лет и старше обязательна и вносится в электронное разрешение на пребывание. (см. § 78 Abs. 1 Satz 5 AufenthG).